# 三郷中央インターチェンジ
三郷中央インターチェンジ（みさとちゅうおうインターチェンジ）は、埼玉県三郷市彦江にある、東京外環自動車道のインターチェンジ。京葉・高谷方面への入口、京葉・高谷方面からの出口のみのハーフIC。
入口料金所は三郷JCTで常磐自動車道・首都高速道路三郷線から東京外環自動車道の外回り（高谷JCT方面）を走行する車両に対して精算を行う「三郷中央料金所」と共用となっている。出口は三郷南IC寄りに設置されている。

## 歴史
- 2005年（平成17年）11月27日 : 三郷JCT - 三郷南IC開通により外環三郷東料金所として供用開始。
- 2016年（平成28年）11月9日:IC名が「三郷中央IC」で正式決定（仮称は三郷第二IC）[2]
- 2018年（平成30年）6月2日 : 三郷南IC - 高谷JCT開通により外環三郷東料金所が「三郷中央料金所」に名称変更。同時に「三郷中央IC」（高谷JCT方面出入口）を新設[1]。

## 道路
- C3 東京外環自動車道（81番）

## 料金所

### 高谷方面
- ブース数：3
  - ETC専用：2
  - 一般：1

## 隣
C3 東京外環自動車道
(80)三郷JCT - (81)三郷中央IC - (82)三郷南IC